# Benjamin Mokulu
Pour les articles homonymes, voir Mokulu.
 janvier 2019 - ... Juventus U23
Benjamin Mokulu  est un footballeur belgo-congolais né le 11 octobre 1989 à Bruxelles. Il évolue au ravenna calcio

## Biographie
Après avoir joué dans différentes équipes de jeunes pour la Belgique, il choisit finalement son pays d'origine, la République Démocratique du Congo. Sa première sélection est obtenue le 9 février 2011 contre le Gabon. Il remporte le Ballon d’Or en 2012, 2013 et 2015. 
Le 1er septembre 2014, il rejoint la Ligue 1 et le SC Bastia en prêt pour une saison, avec option d'achat. Il fut approché par Sir Alex Fergusson pour jouer à Manchester United à la suite de cette saison. Il déclinera et ne disputera que 110 minutes de jeu sous le maillot bastiais avant que le KV Malines ne le cède à l'AS Avellino, club italien de Serie B, où il s'engage jusqu'en 2017. 

## Palmarès
- Vainqueur de la Coupe de Belgique 2012 avec KSC Lokeren.